# Вестон (Западна Вирџинија)
Вестон (енгл. Weston) град је у америчкој савезној држави Западна Вирџинија.

## Демографија
По попису из 2010. године број становника је 4.110, што је 207 (-4,8%) становника мање него 2000. године.
| Група             | 2000.         | 2010.         |
| Белци             | 4.223 (97,8%) | 3.945 (96,0%) |
| Афроамериканци    | 8 (0,2%)      | 32 (0,8%)     |
| Азијати           | 31 (0,7%)     | 28 (0,7%)     |
| Хиспаноамериканци | 20 (0,5%)     | 54 (1,3%)     |
| Укупно            | 4.317         | 4.110         |